# Lusitánové
Lusitánové byli keltiberský kmen žijící ve starověku na území zhruba dnešního Portugalska. Ve 2. století př. n. l. vedli pod vedením Viriatha vzpouru proti Římanům. Nakonec však Římané území Lusitánů ovládli a za Augusta tam zřídili provincii Lusitánie.